# Simònides el genealogista
Simònides de Ceos el Jove (en grec antic Σιμωνίδης ο γενεαλόγος "Simònides el genealogista") fou un poeta grec.
Se suposa que era fill d'una filla de Simònides de Ceos o almenys així se l'identifica al Suides. Va florir abans de la guerra del Peloponès i va escriure una Γενεαλογία ("Genealogia") en tres llibres i Εὑρήματα (descobriments, invents) també en tres llibres.